# Phoneyusa lesserti
Phoneyusa lesserti là một loài nhện trong họ Theraphosidae.
Loài này thuộc chi Phoneyusa. Phoneyusa lesserti được miêu tả năm 1973 bởi Dresco.